# Schizachne
Schizachne és un gènere de plantes de la família de les poàcies, ordre de les poals, subclasse de les commelínides, classe de les liliòpsides, divisió dels magnoliofitins.

## Taxonomia
- Schizachne callosa (Turcz. ex Griseb.) Ohwi
- Schizachne fauriei Hack.
- Schizachne purpurascens (Torr.) Swallen
- Schizachne smitii (Porter ex A.Gray) Wiegand ex Muenscher
- Schizachne striata (C.L.Hitchc.) Hultén